# Gasthuis (Zaltbommel)
Het Gasthuis is een voormalig hospitaal te Zaltbommel, gelegen aan Gasthuisstraat 34.
Dit Gasthuis werd omstreeks 1316 in gebruik genomen als het Groote Bommelsche Gasthuis. Het hospitaal vormde in de loop der eeuwen een gebouwencomplex tussen Kerkstraat, Vismarkt, Oude Vismarkt en Gasthuisstraat.
- De Gasthuiskapel stamt uit de 15e eeuw en vormt het oudste deel van het complex. Dit is een eenbeukige zaalkerk met driezijdige koorsluiting en overwelfd door een 16e-eeuws houten tongewelf.
- De Gasthuistoren, aan Oude Vismarkt 1, is een hoge vierkante toren (2e helft van de 15e eeuw), geflankeerd door een ronde traptoren, bekroond door een open lantaarn en een peervormige spits (1530). In de lantaarn een klok van Jasper Moer van 1533, en een carillon van Pieter en François Hemony van 1654. Aan de westzijde een, vermoedelijk 17e-eeuws, ruiterspel.
- Het Hoofdgebouw, aan Kerkstraat 2, is van 1782-1788. Het classicistische gebouw werd ontworpen door C. van Leeuwen. Boven de ingang is een vensteromlijsting in Lodewijk XVI-stijl.

In 1894 werden een aantal panden, waaronder de kapel en het hoofdgebouw, naar plannen van A.L.van Gendt, tot één complex samengevoegd. De kapel werd in 2004 gerestaureerd en fungeerde daarna als cultureel centrum.
- Het orgel in de kapel stamt uit 1750. Van 1893 tot 1906 werd het gebruikt in de Gereformeerde kerk aan de Vaartweg te Hilversum. Vanaf 1906 stond het in de Gereformeerde kerk te Vreeland. Vanaf 2014 bevindt het zich in de Gasthuiskapel. In de kapel bevindt zich tevens een Erard-vleugel, waarop waarschijnlijk ook Franz Liszt nog heeft gespeeld.